# Сократис Папастатопулос
Сократис Папастатопулос (на гръцки Σωκράτης Παπασταθόπουλος) е бивш гръцки футболист, роден на 9 юни 1988 г. в Каламата. Играе на поста защитник.

## Клубна кариера
На 26 октомври 2005 г. Папастатопулос дебютира за АЕК в мач за купата на страната срещу Пас Янина, като дори отбелязва гол в началото на срещата. Той обаче остава без записан мач за първенство и в началото на 2006 г. отива под наем за шест месеца във втородивизионния Ники Волу, където може да трупа игрова практика. След завръщането си в АЕК той записва 14 мача за първенство и три в Шампионската лига през сезон 2006/2007, а следващия сезон вече е твърд титуляр. На 14 май 2008 г. извежда АЕК като капитан в дербито срещу Панатинайкос, превръщайки се в най-младия капитан на клуба в неговата история. През лятото на 2008 г. Папастатопулос преминава в Дженоа, където също започва повечето срещи като титуляр.
Закупен от Вердер Бремен.
На 28 май 2013 г. Сократис преминава във вицеяампиона на Германия Борусия Дортмунд за сумата от 9 милиона евро.

## Национален отбор
През 2007 г. Папастатопулос е капитан на юношеския национален отбор на Европейското първенство за юноши до 19 г. Той пропуска финала срещу Испания поради натрупани жълти картони, въпреки протестите на Гръцкия футболен съюз заради несправедливо показан жълт картон в полуфинала. УЕФА отхвърля протеста, въпреки че на повторенията ясно се вижда, че няма нарушение за картон, а съдията на мача по-късно се извинява на Папастатопулос. За мъжкия отбор дебютира на 5 февруари 2008 г. срещу Чехия. Пропуска Евро 2008 след като е единственият футболист, отпаднал от разширения състав. На СП 2010 записва два мача.

## Успехи
Гърция (юн.)
- Европейско първенство по футбол за юноши до 19 г.
  - Сребърен медал: 2007
  - Идеален отбор: 2007